# Bombardamento navale di Genova (1684)
Il bombardamento di Genova del 1684 fu un attacco compiuto da una flotta di navi da guerra francesi, nei confronti della Repubblica di Genova, accusata di vari episodi indegni verso la Corte di Francia e perché ritenuta fedele all'alleanza con la Spagna e ostinata a considerare alla pari le corone dei due imperi avversari.

## Cause e antefatti
I motivi del malcontento francese verso Genova sono noti: l'alleanza con la Spagna che garantiva a quest'ultima la fornitura di navi, mezzi finanziari, possibilità di utilizzare la darsena di Genova per le sue galee, il problema dei saluti e quello della visita, rifiutata dalle navi genovesi durante la guerra d'Olanda appena conclusasi con la pace di Nimega; la concorrenza commerciale, specie con Marsiglia che, nel programma di Colbert, doveva diventare il centro del commercio nel mar Mediterraneo; infine la ripresa genovese delle relazioni diplomatiche con l'Impero ottomano tramite la convenzione stipulata nel 1666 da Giovan Agostino Durazzo, che disturbava il privilegio accordato alla Francia dalle capitolazioni rinnovate nel 1673, specie dopo l'intervenuta crisi degli anni 1677-1683, e ostacolava i programmi del mercantilismo colbertiano promotore di grandi compagnie di navigazione, tra cui appunto quella del Levante fondata nel 1670. A ciò si deve ancora aggiungere la promulgazione in Genova di una legge suntuaria, considerata un atto ostile alle manifatture di lusso francesi promosse sempre da Colbert.
Luigi XIV, nelle sue Memorie, riferendosi alle concessioni ottenute dalla Repubblica in Oriente nel 1666, scriveva:
Successivamente nel 1672, durante la guerra tra Francia e Sette Province, un capitano di una nave da guerra olandese ormeggiata nel porto di Genova, appena uscito in mare aperto, non esitò a predare diversi navigli francesi. La Corte di Francia attribuì ai Genovesi la responsabilità di quelle azioni, rivendicando un risarcimento danni, pena l'immediata rappresaglia contro le navi genovesi.
Questo avvenimento compromise ulteriormente le relazioni tra i due paesi, ma le efficaci azioni diplomatiche genovesi di Giovanni Battista Della Rovere e Paride Salvago, pur dimostrando l'estraneità della Repubblica di Genova, furono ritenute inadeguate dal monarca francese, che ordinò il sequestro dei navigli battenti la bandiera di San Giorgio ormeggiati in Provenza, e azioni dirette nel Mar Ligure, che in più occasioni causarono la risposta delle batterie costiere verso le navi francesi.

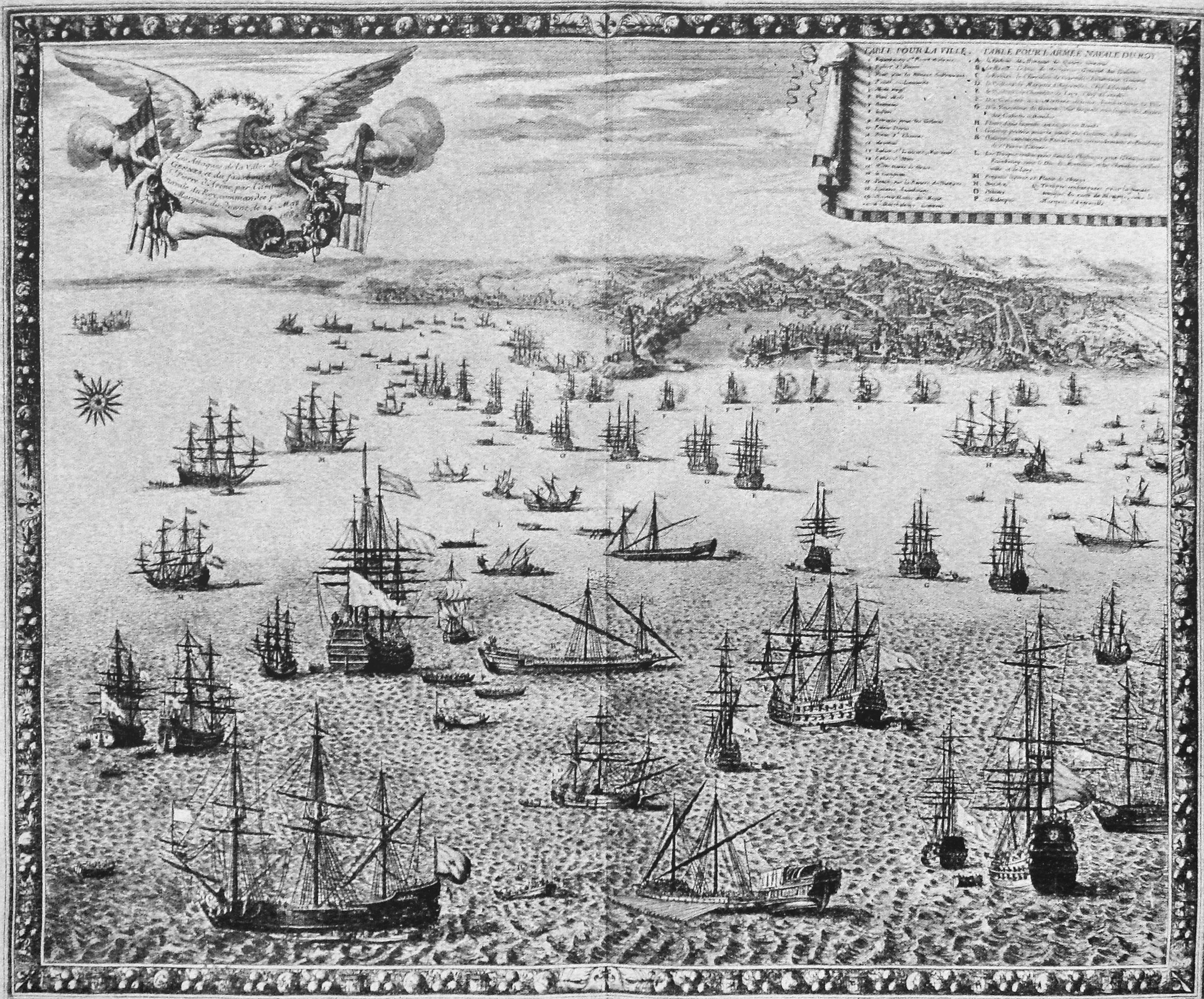
Raffigurazione del bombardamento del 1684 in cui è ben mostrata l'imponenza della flotta

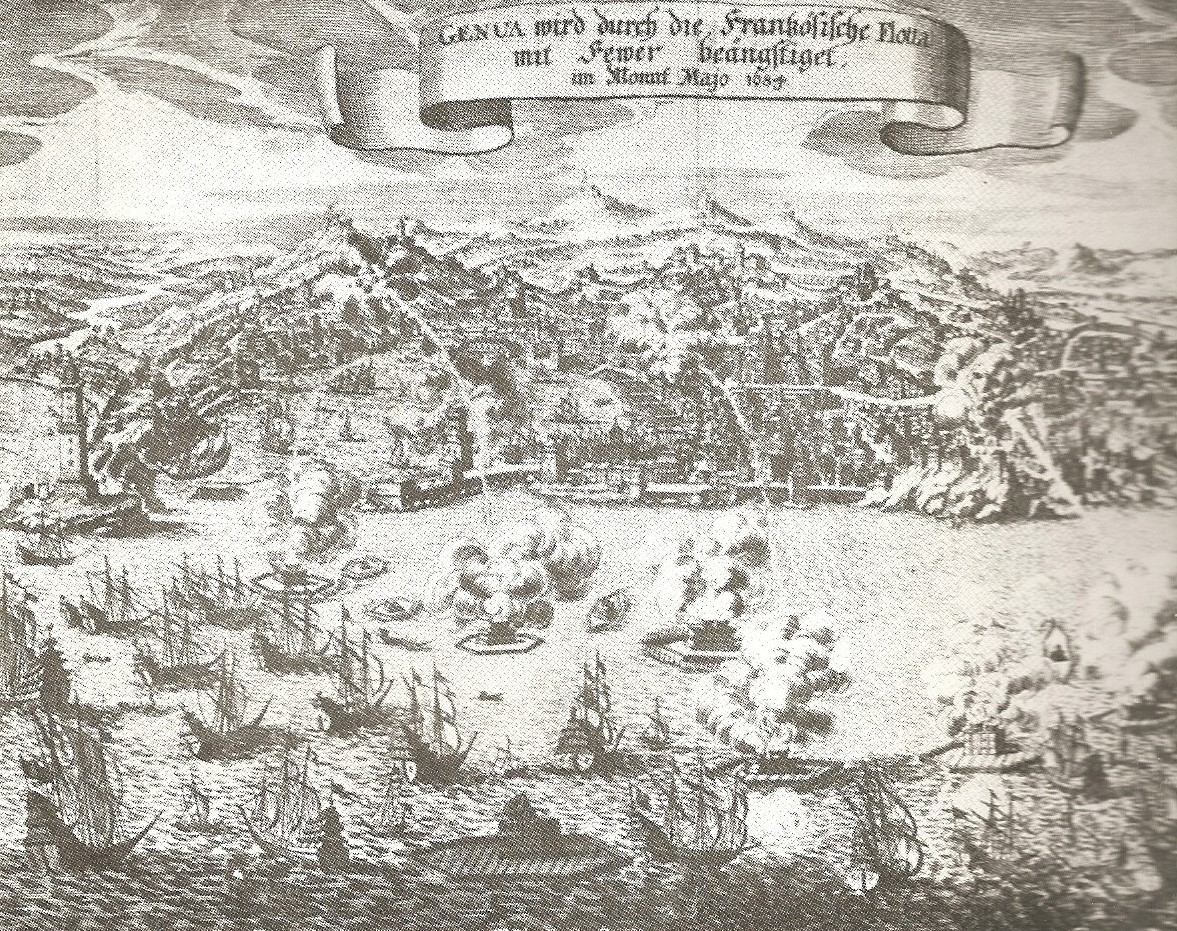
Dipinto raffigurante il bombardamento; si vedono, simili a piattaforme galleggianti, le palandre

Anche questi attacchi di artiglieria furono considerati offensivi dalla Corte francese, che a titolo di riparazione ne chiese la consegna, ma ciò non fu accettato dalla Repubblica che accettò solo di consegnare quattro artiglieri da punire in modo esemplare nella fortezza di Marsiglia.
Nel 1679 la flotta francese comandata dal signore di Mans, approdò al porto di Genova, trovando solo un'ostentata freddezza da parte dei rappresentanti della Repubblica, ma l'indignazione del Re Sole crebbe quando seppe che le batterie del porto non spararono le consuete salve di saluto al cospetto delle insegne del Re di Francia. 

Ciò provocò una forte reazione da parte dei francesi, che sulla via del ritorno bombardarono senza preavviso Sampierdarena con 3000 proiettili; i danni furono limitati e prevalentemente furono colpite ville nobiliari usate per la villeggiatura.
Ma il Re Sole non si contentava delle trattative diplomatiche; il suo consigliere privato, Le Noble, scriveva:
Le ambizioni del Re quindi erano ben più ampie, e coinvolgevano anche la Lombardia, nel suo piano di modificare i rapporti di forza con la Spagna rivale.

### I preparativi dell'attacco
Nel 1681, in preparazione di un attacco in grande scala, il Re di Francia inviò fidati informatori nel territorio della Repubblica, con il compito di rilevare il posizionamento delle artiglierie e la disposizione delle difese urbane.
Decine di esperti militari travestiti da pittori, ambulanti e religiosi, raccolsero informazioni su ogni aspetto difensivo della città; ogni batteria, guarnigione, forte, bastione fu appuntato, studiato e tali informazioni furono passate all'inviato francese a Genova, Francesco di Sant Olon, che relazionò la Corte di Francia circa lo stato delle difese genovesi, consigliando l'attacco.
Il sospetto della Repubblica aumentò con la partenza di Sant Olon, che scelse si partire per via terra proprio in concomitanza della stagione peggiore, quella in cui le piogge erano d'impaccio al viandante, e con l'ammassarsi di una forte flotta al largo della Provenza. Nella città l'ansia saliva.
Il 5 maggio 1684 il Marchese di Seignelay, assunse il comando della formazione navale, raccolta vicino alle isole di Hyères e forte di oltre 160 navi. La flotta salpò il 12 maggio, raggiunse Alassio e Savona il 14, dove rispettò le formalità di saluto per non destare sospetto.

#### La situazione a Genova
Genova adottò preventivamente diverse misure di sicurezza: si affidò il potere a una giunta di otto componenti presieduta dal doge Francesco Maria Imperiale Lercari, che per prima cosa chiese al governatore di Milano una guarnigione di 1000 uomini di rinforzo.
Al comando della difesa del territorio e dei comandi delle diverse milizie fu posto don Carlo Tasso, Maestro di Campo Generale, furono inoltre riparate le mura costiere presso il Molo Nuovo, e spostate le artiglierie, già a difesa delle mura interne, a rafforzare le batterie costiere.
Ma il porto offriva comunque punti deboli, soprattutto intorno alla Lanterna.

## L'assedio

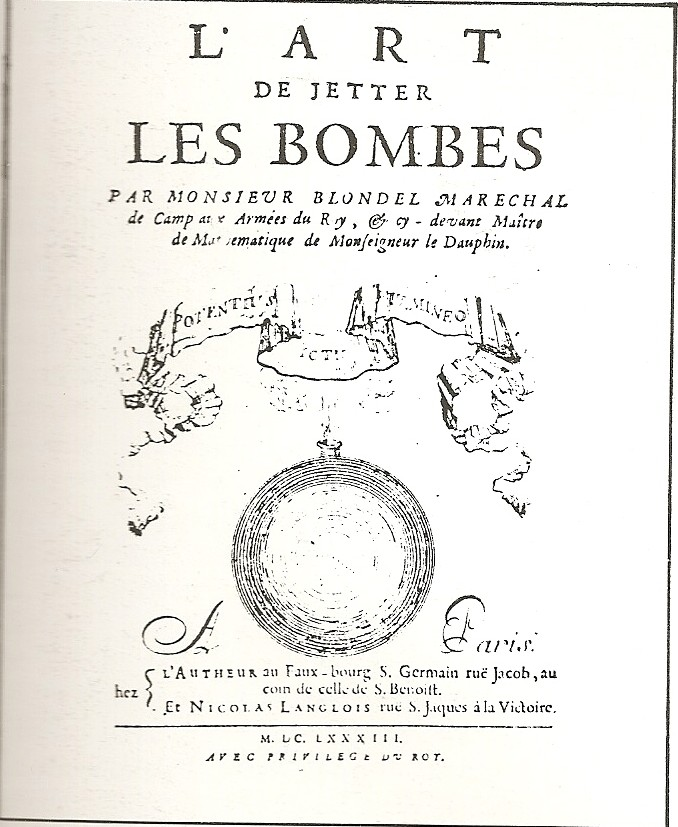
Frontespizio del libro di François Blondel L'art de jetter les bombes

La mattina del 17 maggio 1684, i genovesi poterono vedere schierate davanti alla loro città 160 navi da guerra francesi, a formare  uno schieramento che andava dalla Lanterna alla foce del Bisagno.
In tutto dieci palandre guardate ai lati da grosse imbarcazioni piene di moschettieri in assetto di guerra, erano pronte a far sentire il loro potere offensivo; e a mezzo miglio di distanza 20 galee e 16 vascelli con al centro la nave ammiraglia minacciavano il porto pronte a intervenire.
Si aggiungevano 8 navi da trasporto, 17 tartane e 72 imbarcazioni a remi per il rifornimento delle polveri da sparo, per una flotta che contava in tutto 756 bocche da fuoco posizionate contro la Repubblica.
Il giorno seguente la giunta di guerra presieduta dal Doge, per ritardare il massiccio bombardamento, ordinò al Maestro di Campo generale di intimare alle navi nemiche di allontanarsi, con spari a salve, ma ciò non ebbe alcun effetto, così alcune delle artiglierie costiere diressero il proprio fuoco verso le palandre francesi più vicine, colpendone alcune e costringendo le altre a indietreggiare.
La risposta fu immediata, e verso sera l'artiglieria navale francese mise in mostra la sua superiorità, e se anche la replica genovese fu rabbiosa, i pezzi di artiglieria costiera non crearono molti danni alla flotta del Re Sole.
Il 19 maggio il bombardamento fu più violento, e i nuovi mortai da 330 mm, furono una tragica scoperta per i genovesi: con il loro effetto devastante, terrorizzarono gli abitanti e causarono molti danni, colpendo il salone del Palazzo Ducale, che finì devastato dalle fiamme in quanto usato come deposito di polvere da sparo.
La Dogana fu distrutta, la casa di Colombo, palazzo San Giorgio, il Portofranco e le chiese di Sant'Andrea, Santa Maria in Passione e Santa Maria delle Grazie subirono gravi danni.
Molte abitazioni e ville furono danneggiate, via san Bernardo, via Giustiniani e via Canneto subirono danni ingentissimi; la notte tra il 19 e 20 maggio i tiri francesi non cessarono, e le temute palandre, protette dall'oscurità dal tiro delle batterie genovesi, avanzarono verso la costa, allungando il loro tiro verso l'interno.
Il Tesoro di San Lorenzo e quello della Banca di San Giorgio furono trasferiti al sicuro fuori dalla linea di fuoco, il Doge si trasferì nei locali dell'Albergo dei Poveri, Don Carlo Tasso ordinò di trasferire quante più truppe possibili nei luoghi dove era più probabile uno sbarco, e operai e i camalli furono arruolati con il compito di contrastare crolli e incendi.

Il 25 maggio furono affondate alcune imbarcazioni all'imboccatura del porto, in città erano ormai piovute circa 6.000 bombe, che: 
. Così scriveva Filippo Casoni dopo il quarto giorno di cannoneggiamenti, ma la Repubblica di Genova tramite il tono orgoglioso del Doge  Francesco Maria Imperiale Lercari, non accettò le pesanti condizioni di resa, e rigettò l'intimidazione, rispondendo che la repubblica non era disposta a trattare sotto il fuoco nemico.

### Lo sbarco
Per tutta risposta il Marchese di Seignelay intensificò il fuoco dei cannoni, prima di coordinare una simulazione di sbarco verso il litorale di levante, nei pressi della Foce, allo scopo di distogliere le difese genovesi dal vero sbarco che avrebbe dovuto prendere terra a ponente, fra Sampierdarena e la Lanterna.
Le milizie locali sbaragliarono le truppe che misero piede sul litorale della Foce, ma i 3.500 fanti sbarcati a Sampierdarena, protetti dal fuoco di alcune palandre, misero comunque a dura prova le difese della città. Solo l'intervento di volontari della val Polcevera, con un intenso fuoco di fucileria, mise in fuga i francesi che ripresero il largo.
Alcuni di loro però dovettero fuggire verso l'interno, impossibilitati a riprendere il largo, per via del furore dei polceveraschi, come raccontato molti anni dopo dal sacerdote Giacomo Olcese:

## Una strenua resistenza

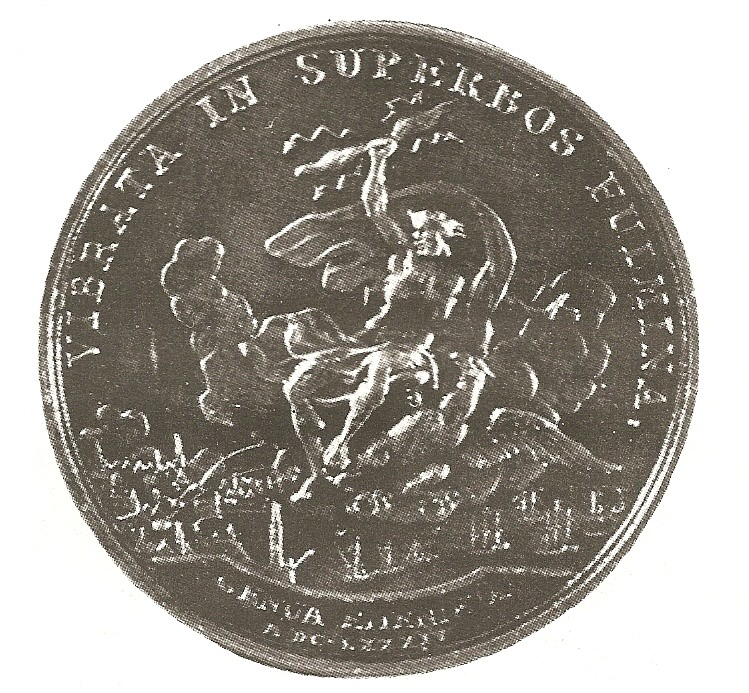
Medaglia commemorativa del bombardamento

Nonostante i chiari limiti delle batterie costiere, il cannoneggiamento fu sospeso il 29 maggio, quando la maggior parte della flotta riprese il mare in direzione di Tolone, desistendo dal tentativo in quanto le scorte di polvere da sparo e munizioni erano terminate, e lo sbarco fallito.
Genova mostrava i segni del martellamento navale: oltre 16.000 bombe caddero sulla città, circa la metà rimase inesplosa, circa un terzo degli edifici evidenziò danni anche ingenti, giacché la città fu colpita fino al quartiere di Oregina dal tiro delle palandre spintesi quasi alla costa.
L'orgoglio dei Genovesi però non cessò mai, venne eletta a protettrice della città santa Caterina Fieschi Adorno, subito iniziarono i lavori di ricostruzione per riportare la città al consueto splendore e le opere di rafforzamento delle difese della città e dell'ingresso del porto.
Il poeta genovese Giovanni Battista Pastorini scrisse per l'occasione il sonetto Genova mia, compreso nella raccolta Poesie, pubblicata postuma a Palermo, nel 1684.
Il Doge Francesco Lercari trattò l'arruolamento di 2.000 fanti svizzeri e 300 cavalli, il tratto dello sbarco fu al centro di particolari rafforzamenti, e si scavarono trinceramenti avanzati allo scopo di dissuadere ogni tentativo futuro.

## La Pace
Nel timore di un nuovo attacco francese, il governo della Repubblica si rivolse perfino a papa Innocenzo XI per esortare Luigi XIV ad abbandonare i suoi progetti bellicosi nei confronti di Genova, anche per il timore della Santa Sede che un nuovo bombardamento avrebbe scosso le coalizioni diplomatiche, spingendo la Repubblica e la sua cerchia di alleanze a stringere commerci con paesi «barbari dove non sono Chiese né Monasteri di vergini», ossia l'Impero ottomano.
Così il compito fu affidato al cardinale Ranucci, rappresentante della Santa Sede a Parigi, che si recò alla corte del Re Sole: